# Winifred Ward
Winifred Louise Ward (Eldora, 29 ottobre 1884 – Evanston, 16 agosto 1975) è stata una scrittrice e docente statunitense, nota per il lavoro svolto nel campo del teatro per bambini e per aver posto le basi del dramma creativo.

## Biografia
Winifred Louise Ward, nata nel 1884 a Eldora in Iowa, era la figlia più giovane di Frances Allena Dimmick e George W. Ward, un importante avvocato di Eldora. Crescendo trascorse molte estati a Washington, dove ebbe l'opportunità di assistere a spettacoli teatrali che la influenzarono per tutta la sua carriera. Conseguita la laurea nel 1905 presso la Northwestern University, sotto la guida di Robert McClean Cumnock, fece ritorno nella sua città natale dove diresse spettacoli teatrali fino a diventare insegnante di lettura, teatro ed educazione fisica nelle scuole pubbliche di Adrian in Michigan dal 1908 al 1916. 
Nel 1918, dopo aver conseguito il dottorato di ricerca in Educazione presso l'Università di Chicago, Ward accettò un incarico alla Cumnock School of Oratory che divenne la School of Speech della Northwestern University nel 1920. Rimase alla Northwestern per il resto della sua lunga e illustre carriera.

### La madre del dramma creativo
Ward fondò il campo educativo del Creative Drama (in italiano "dramma creativo" o "drammaturgia creativa"), un metodo di insegnamento in classe che pone una forte enfasi sull'espressione di sé, sull'apprezzamento della letteratura e sulla competenza nella lingua parlata, la cui caratteristica peculiare è la completa mancanza di sceneggiatura. Per dirla con le sue stesse parole: "invece di memorizzare discorsi fissi e recitare parti secondo le indicazioni dell'insegnante, i bambini sviluppano spettacoli a partire dai propri pensieri, dalla propria immaginazioni e dalle proprie emozioni”. Quando Winifred Ward iniziò a lavorare con il Creative Drama, usò l'espressione "Creative Dramatics" che ora è di uso meno comune.
Winifred Ward è spesso indicata come la madre del dramma creativo; l'"approccio sistematico all'attività drammatica e all'apprendimento".
Nel 1924, Ward fu nominata supervisore dei nuovi programmi di studio di drammaturgia creativa delle scuole pubbliche di Evanston in Illinois. L'anno successivo fondò The Children's Theatre of Evanston, creato con "il duplice scopo di fornire un degno servizio a Evanston e dare agli studenti di linguaggio un laboratorio nello studio del teatro per i giovani". Nel 1944 organizzò la prima conferenza nazionale sul teatro per bambini, che in seguito divenne l'American Alliance for Theatre and Education (AATE). Si calcola che tra il 1925 e il 1950 diresse settantasei commedie e coinvolse in teatro circa 118.000 persone.
Winifred Ward si ritirò come assistente professoressa dalla Northwestern nel 1950. Per i successivi vent'anni scrisse, tenne seminari di recitazione in tutto il paese e partecipò a numerose conferenze e convegni relativi al suo campo. 
Morì a Evanston il 16 agosto 1975.

### La filosofia di Winifred Ward
Radicata nel movimento educativo progressista degli anni '30, Ward ha cercato di educare l'intero bambino, con l'idea che "il bambino potesse raggiungere una comprensione di sé e della società". Il suo metodo enfatizza la narrazione che cresce dal movimento non verbale e dalla pantomima, diventando infine dialogo e caratterizzazione e infine un dramma integrato. Segno distintivo del suo lavoro sono le storie raccontate a partire dalla letteratura, dalla cultura popolare, dalle poesie e dalle fiabe. Ward ha sottolineato lo studio dei personaggi come una fase vitale per comprendere molteplici prospettive sia nel dramma che nella vita. I suoi seminari spesso culminavano in spettacoli informali per ospiti invitati. Ward credeva che il dramma creativo fosse un modo per creare membri produttivi di una società democratica.

## Opere
Winifred Ward scrisse quattro libri e due opuscoli.

### Libri
- Creative Dramatics, 1930, D. Appleton & Co., NY
- Theater for Children, 1939, 2ª ed. 1948, D. Appleton-Century Co., Inc., New York
- Playmaking With Children, 1947, 2nd E. 1957, Appleton-Century-Crofts, NY
- Stories to Dramatize, 1952, pubblicato da Children's Theatre Press, Cloverlot, Anchorage, Kentucky

### Opuscoli
- Choice and Direction of Children's Plays, 1928, LD Horner, Redfield, Iowa
- Drama with and for Children, 1960, U.S. Department of Health, Education and Welfare, Office of Education.

## Riconoscimenti
Ward ha ricevuto lauree honoris causa e premi da numerose università e organizzazioni, tra cui:
- Il Northwestern Alumni Association Alumni Merit Award nel 1945
- La Northwestern Alumni Association Alumni Medal, la più alta onorificenza conferita dall'associazione alumni, nel 1950[7]
- Una laurea honoris causa di Doctor of Humane Letters dell'Adelphi College nel 1953
- Premio "Zeta dell'anno" della Zeta Phi Eta (Drama) Society, 1961
- The Medallion of Honor, il più alto tributo nazionale realizzato nel teatro educativo, da Theta Alpha Phi, 1964
- È stata designata Fellow dell'AATE, la più alta onorificenza dell'organizzazione, nel 1967
- Ha ricevuto il primo Orlin Corey Medallion dalla Children's Theatre Foundation of America nel 1992[8]

In suo onore, diversi premi vennero assegnati dall'AATE:
- Zeta Phi Eta-Winifred Ward Outstanding New Children's Theatre Company Award, che onora una compagnia teatrale al servizio di un pubblico giovane e che ha raggiunto un alto livello di produzione artistica e possiede solide pratiche di gestione pur avendo stimolato l'interesse della comunità nei suoi sforzi.
- Winifred Ward Scholar, che premia uno studioso di livello universitario di dimostrate capacità intellettuali e artistiche nel dramma / teatro per bambini.